# 2281 Biela
2281 Biela је астероид главног астероидног појаса са средњом удаљеношћу од Сунца која износи 2,188 астрономских јединица (АЈ).
Апсолутна магнитуда астероида је 13,7.